# 普罗林坦
普罗林坦（商品名：Catovit、Katovit、Promotil或Villescon）是一种含氮有机化合物，分子式C15H23N，可以用作兴奋剂和去甲腎上腺素-多巴胺再吸收抑制劑，1950年代开发。